# لارا شولر
لارا شولر (انگلیسی: Laura Schuler؛ زادهٔ ۳ دسامبر ۱۹۷۰) بازیکن هاکی روی یخ اهل کانادا است.